# Aïchatou Mindaoudou
Aïchatou Mindaoudou Souleymane (sinh năm 1959) là một nhà ngoại giao và chính trị gia người Niger, từng là Đại diện đặc biệt của Liên Hợp Quốc cho Côte d'Ivoire và Trưởng phòng Hoạt động của Liên Hợp Quốc tại Côte d'Ivoire (UNOCI) từ 2013 đến 2017. Trước đây, bà là Phó đại diện đặc biệt chung (Chính trị) tại Liên minh châu Phi – Hoạt động hỗn hợp của Liên hợp quốc tại Darfur (UNAMID) từ năm 2011 đến 2013.
Thành viên của Đảng chính trị MNSD-Nassara, Mindaoudou từng phục vụ trong chính phủ của Nigeria với tư cách là Bộ trưởng Bộ Phát triển Xã hội từ năm 1995 đến 1996; sau đó bà là Bộ trưởng Bộ Ngoại giao từ 1999 đến 2000 và một lần nữa từ 2001 đến 2010.

## Cuộc đời và sự nghiệp
Trong chính phủ đầu tiên của Thủ tướng Hama Amadou, được đặt tên vào ngày 25 tháng 2 năm 1995, Mindaoudou là Bộ trưởng Bộ Phát triển Xã hội, Dân số và Sự tiến bộ của Phụ nữ. Chính phủ này đã bị lật đổ trong một cuộc đảo chính quân sự vào ngày 27 tháng 1 năm 1996.
Sau một cuộc đảo chính khác vào tháng 4 năm 1999, Mindaoudou được bổ nhiệm làm Bộ trưởng Bộ Ngoại giao và Hội nhập Châu Phi vào ngày 16 tháng 4 năm 1999 dưới chế độ quân sự chuyển tiếp của Daouda Malam Wanké. Mặc dù bà không được đưa vào chính phủ dân sự mới được đặt tên vào ngày 5 tháng 1 năm 2000, bà đã trở thành Bộ trưởng Bộ Ngoại giao, Hợp tác và Hội nhập Châu Phi trong chính phủ tiếp theo, được đặt tên vào ngày 17 tháng 9 năm 2001.
Bà vẫn ở trong chính phủ của Thủ tướng Seyni Oumarou, được bổ nhiệm vào tháng 6 năm 2007, bất chấp quyết định của Tổng thống Tandja Mamadou rằng các bộ trưởng đã phục vụ trong chính phủ trong hơn năm năm nên bị loại khỏi chính phủ trong dịp này. Mindaoudou đã trở thành một ngoại lệ vì bà được coi là quan trọng để duy trì tính liên tục trong việc thực hiện các hoạt động đối ngoại.
Nhiệm kỳ của bà là bộ trưởng ngoại giao kết thúc vào tháng 3 năm 2010 khi nội các chuyển tiếp của Mahamadou Danda nhậm chức.
Bà được Tổng thư ký Liên Hợp Quốc Ban Ki-moon và Chủ tịch Liên minh châu Phi, Jean Ping, bổ nhiệm làm Phó đại diện đặc biệt chung (Chính trị) tại Liên minh châu Phi – UNAMID. 2011. Hai năm sau, thay vào đó, bà được Tổng thư ký Ban Ki-moon bổ nhiệm làm Đại diện đặc biệt cho Côte d'Ivoire và Trưởng phòng hoạt động của Liên hợp quốc tại Côte d'Ivoire vào ngày 17 tháng 5 năm 2013.